# Aéroport de Corrientes
L'aéroport international de Corrientes, code IATA : CNQ • code OACI : SARC, ( espagnol : Aeropuerto Internacional de Corrientes   ), également connu sous le nom de l'aéroport international Docteur Fernando Piragine Niveyro ( espagnol : Aeropuerto Internacional Doctor Fernando Piragine Niveyro   ) est un aéroport de la province de Corrientes, en Argentine, desservant la ville de Corrientes, construit en 1961 alors que le terminal a été achevé en 1964. Un nouveau terminal et une nouvelle tour de contrôle ont été construits entre 2009 et 2011. Les anciens bâtiments ont été démolis. 

## Situation
| \| 100 km1:20 642 000 \| Bahía Blanca San Carlos de Bariloche Buenos Aires · J.-Newbery Buenos Aires · Ezeiza Buenos Aires · El Palomar Catamarca Comodoro Rivadavia Córdoba Corrientes El Calafate Esquel Formosa Gobernador Gregores San Salvador de Jujuy La Rioja Malargüe Mar del Plata Mendoza Neuquén Paraná Perito Moreno Puerto · Iguazú Puerto Madryn Reconquista Resistencia Río Cuarto Río Gallegos Río Grande Rosario Salta San Juan San Luis San Martín de los Andes San Rafael Santa Fe de la Vera Cruz Santa Rosa Santiago del Estero Sunchales Tandil Termas de Río Hondo Trelew Tucumán Ushuaia Viedma |
| 100 km1:20 642 000 |

## Compagnies aériennes et destinations
| Compagnies            | Destinations            |
| --------------------- | ----------------------- |
| Aerolíneas Argentinas | Buenos Aires-J. Newbery |
| Flybondi              | Buenos Aires-J. Newbery |
| JetSmart Argentina    | Buenos Aires-J. Newbery |

Actualisé le 14/12/2023